# Dragan Tarlać
Dragan Tarlać (1973.) je bivši srpsko-grčki košarkaš. Igrao je za srbijansko-crnogorsku reprezentaciju. Rodom je iz Hrvatske, iz sela Baljaka. Igrao je na mjestu centra. Visine je 210 cm. Igrao je u Euroligi sezone 1998./99. za grčki Olympiakos iz Pireja. 
Da bi izbjegao sankcije UN-a, igrao je u Grčkoj s grčkim državljanstvom. Nastupao je pod heleniziranim prezimenom Milonas odnosno Konstantinidis.